# Hội xúc tiến dân chủ Trung Quốc
Hội xúc tiến dân chủ Trung Quốc (tiếng Trung: 中國民主促進會 / Trung-quốc Dân-chủ Xúc-tiến Hội) - gọi tắt Dân Tiến hội (民進會) - là một trong những đảng phái dân chủ của Cộng hoà nhân dân Trung Hoa. Thành viên chủ yếu của Dân Tiến là trí thức trung cấp và cấp cao làm công tác giáo dục, văn hóa, xuất bản cũng như các công tác khác.

## Lịch sử
Hội xúc tiến dân chủ Trung Quốc được thành lập vào ngày 30 tháng 12 năm 1945 tại Thượng Hải, những người sáng lập là Mã Tự Luân, Vương Thiệu Ngao, Chu Kiến Nhân, Hứa Quảng Bình, Lâm Hán Đạt, Từ Bá Hân, Triệu Phác Sơ, Lôi Khiết Quỳnh, Trịnh Chấn Đạc, Kha Linh. Lúc mới thành lập, tôn chỉ hoạt động của Dân Tiến là phát dương tinh thần dân chủ, thực hiện dân chủ chính trị tại Trung Quốc.
Tháng 9 năm 1949, theo lời mời của Đảng cộng sản Trung Quốc, các đại biểu Dân Tiến là Mã Tự Luân, Hứa Quảng Bình, Chu Kiến Nhân, Vương Thiệu Ngao, Lôi Khiết Quỳnh tham gia Hội nghị toàn thể khoá 1 Hội nghị Hiệp thương Chính trị Nhân dân Trung Quốc, tham gia soạn thảo Cộng đồng cương lĩnh và xây dựng chính phủ nhân dân trung ương. Sau đó một ít đảng viên Dân Tiến giữ chức vụ trong chính phủ.
Tháng 11 năm 1988, Đại hội đại biểu toàn quốc lần thứ sáu của Dân Tiến thông qua Chương trình của Hội xúc tiến dân chủ Trung Quốc, trong đó đề ra quy định mới về tính chất và cương lĩnh chính trị của Dân Tiến. Chương trình xác định Dân Tiến là một đảng phái dân chủ nằm trong liên minh chính trị do Đảng cộng sản Trung Quốc lãnh đạo.

## Cơ cấu và đảng viên
Cơ quan trung ương Dân Tiến được chia thành: Trụ sở chính, Bộ Tổ chức, Bộ Tuyên truyền, Bộ Phục vụ xã hội, Bộ Điều tra nghiên cứu chính trị, Nhà nghiên cứu. Cơ quan ngôn luận của Dân Tiến là tạp chí Dân chủ (ra hàng tháng), ngoài ra còn có Nhà xuất bản Khai minh và Nhà xuất bản Âm tượng Khai minh.
Tính đến tháng 6 năm 1997, tổng số lượng đảng viên của Dân Tiến là hơn 65000 người, trong đó trí thức trong ngành giáo dục chiếm 74,3%, trí thức trong các ngành khoa học, kỹ thuật, văn hóa, xuất bản, y dược chiếm 16,3%, nữ hội viên chiếm 40%.

## Vai trò
Dân Tiến hiện nay là một trong tám đảng phái dân chủ tại Cộng hoà nhân dân Trung Hoa, cùng với Đảng cộng sản Trung Quốc quản lý đất nước.

## Chủ tịch trung ương
- Mã Tự Luân (1949 - 1958)
- Chu Kiến Nhân (1979 - 1984)
- Diệp Thánh Đào (1984 - 1987)
- Lôi Khiết Quỳnh (1987 - 1997)
- Hứa Gia Lộ (1997 - 2007)
- Nghiêm Tuyển Kỳ (2007 -)